# ده بزی (هیرمند)
ده بزی یک روستا در ایران است که در استان سیستان و بلوچستان واقع شده‌است. ده بزی ۱۵۸ نفر جمعیت دارد.